# فهد بنشمسي
فهد بنشمسي (مواليد 16 فبراير 1978) ممثل مغربي. شارك في عدة مسلسلات وأفلام تلفزية وسينمائية. يُقيم في الولايات المتحدة.

## أعماله
- 2007: ملائكة الشيطان
- 2007: القضية
- 2008: ألو كندا
- 2008: بلا حدود
- 2009: الرجل الذي باع العالم
- 2011: موت للبيع
- 2011: عاشقة من الريف
- 2011: فيلم
- 2014: ساجا، الرجال الذين لا يعودون أبدا
- 2014: فورماطاج
- 2015: إحباط
- 2015: جوع كلبك
- 2015: جوق العميين
- 2016: البقرة
- 2020: الأستاذ
- 2021: صورتك بين عينيا
- 2024: البطل

## وصلات خارجية
- فهد بنشمسي على موقع IMDb (الإنجليزية)
- فهد بنشمسي على موقع قاعدة بيانات الأفلام العربية
- فهد بنشمسي على موقع ألو سيني (الفرنسية)
- فهد بنشمسي على موقع ديسكوغز (الإنجليزية)
- فهد بنشمسي على موقع قاعدة بيانات الفيلم (الإنجليزية)
- فهد بنشمسي على موقع notrecinema